# Valergues
Valergues est une commune française située dans le département de l'Hérault, en région Occitanie.

## Géographie

### Localisation
Le bourg périurbain de Valergues est situé entre Montpellier (17 km) et Lunel (5 km).
La commune se trouve dans l'aire d'attraction de Montpellier et sa zone d'emploi, est la ville centre de son unité urbaine et se trouve dans le bassin de vie de Lunel.

### Communes limitrophes
Les communes limitrophes sont Lansargues, Lunel-Viel, Saint-Brès et Saint-Geniès-des-Mourgues.
| Saint-Geniès-des-Mourgues |            |             |
| Saint-Brès                | Valergues  | Lunel-Vieil |
|                           | Lansargues |             |

### Géologie et relief
La superficie de la commune est de 5,20 km2 ; son altitude varie de 9  à   41 mètres.

### Hydrographie

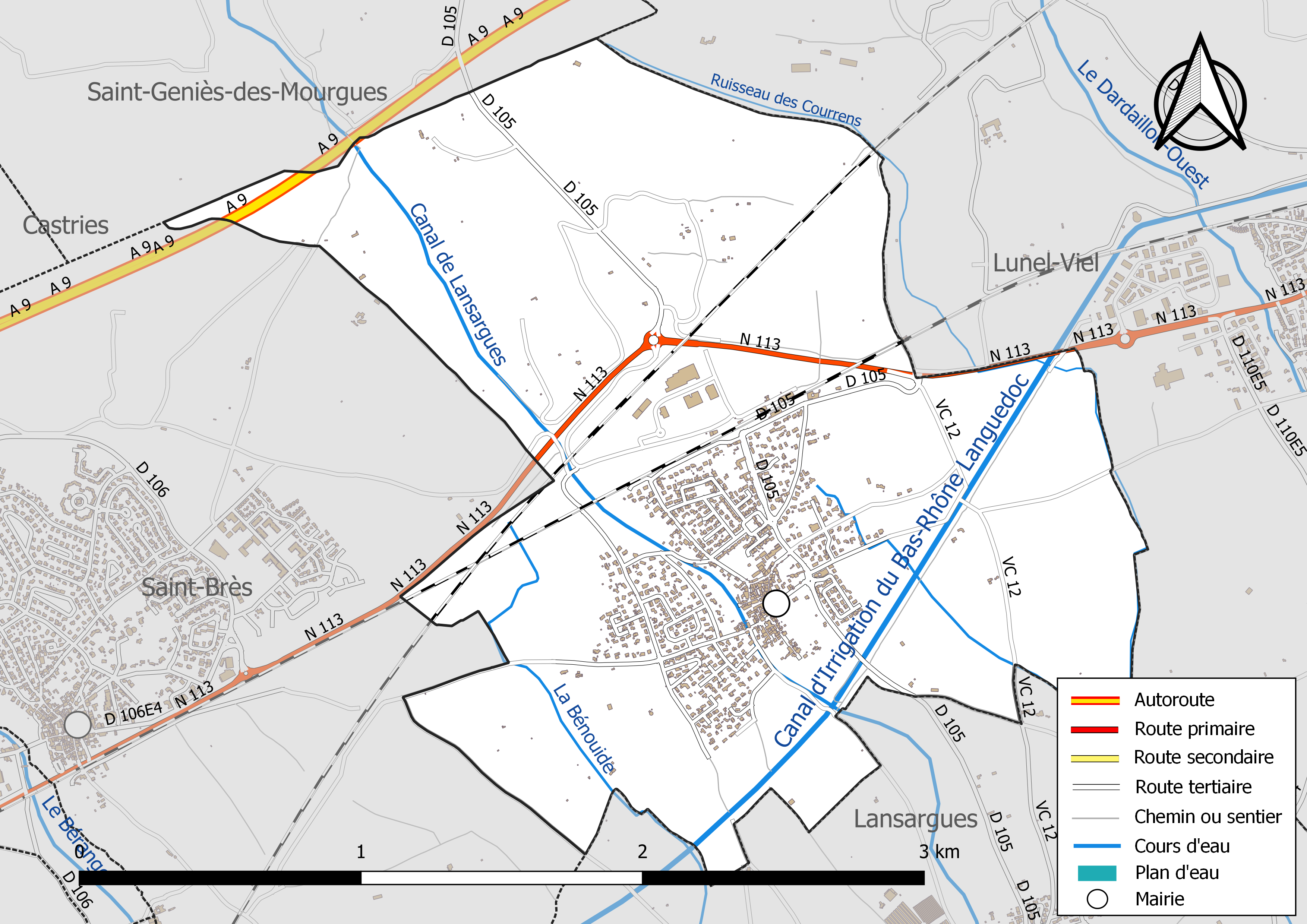
Carte hydrographique et des infrastructures de transporft de la commune.

La commune est traversée par le canal d'irrigation du Bas-Rhône Languedoc (ou canal Philippe Lamour) et drainée par un ruisseau appelé la Viredonne, le canal de Lansargues, la Benouide, le Berbian et par un autre cours d'eau.

### Climat
Pour des articles plus généraux, voir Climat de l'Occitanie et Climat de l'Hérault.
En 2010, le climat de la commune est de type climat méditerranéen franc, selon une étude s'appuyant sur une série de données couvrant la période 1971-2000. En 2020, Météo-France publie une typologie des climats de la France métropolitaine dans laquelle la commune est exposée à un climat méditerranéen et est dans la région climatique Provence, Languedoc-Roussillon, caractérisée par une pluviométrie faible en été, un très bon ensoleillement (2 600 h/an), un été chaud (21,5 °C), un air très sec en été, sec en toutes saisons, des vents forts (fréquence de 40 à 50 % de vents > 5 m/s) et peu de brouillards.
Pour la période 1971-2000, la température annuelle moyenne est de 14,4 °C, avec une amplitude thermique annuelle de 16,7 °C. Le cumul annuel moyen de précipitations est de 698 mm, avec 5,9 jours de précipitations en janvier et 2,5 jours en juillet. Pour la période 1991-2020, la température moyenne annuelle observée sur la station météorologique la plus proche, située sur la commune de Mauguio à 7 km à vol d'oiseau, est de 0,0 °C et le cumul annuel moyen de précipitations est de 0,0 mm,. Pour l'avenir, les paramètres climatiques de la commune estimés pour 2050 selon différents scénarios d'émission de gaz à effet de serre sont consultables sur un site dédié publié par Météo-France en novembre 2022.

### Milieux naturels et biodiversité
Aucun espace naturel présentant un intérêt patrimonial n'est recensé en 2021 sur la commune dans l'inventaire national du patrimoine naturel,,.

## Urbanisme

### Typologie
Au 1er janvier 2024, Valergues est catégorisée bourg rural, selon la nouvelle grille communale de densité à sept niveaux définie par l'Insee en 2022.
Elle appartient à l'unité urbaine de Valergues, une unité urbaine monocommunale constituant une ville isolée,. Par ailleurs la commune fait partie de l'aire d'attraction de Montpellier, dont elle est une commune de la couronne,. Cette aire, qui regroupe 161 communes, est catégorisée dans les aires de 700 000 habitants ou plus (hors Paris),.

### Occupation des sols

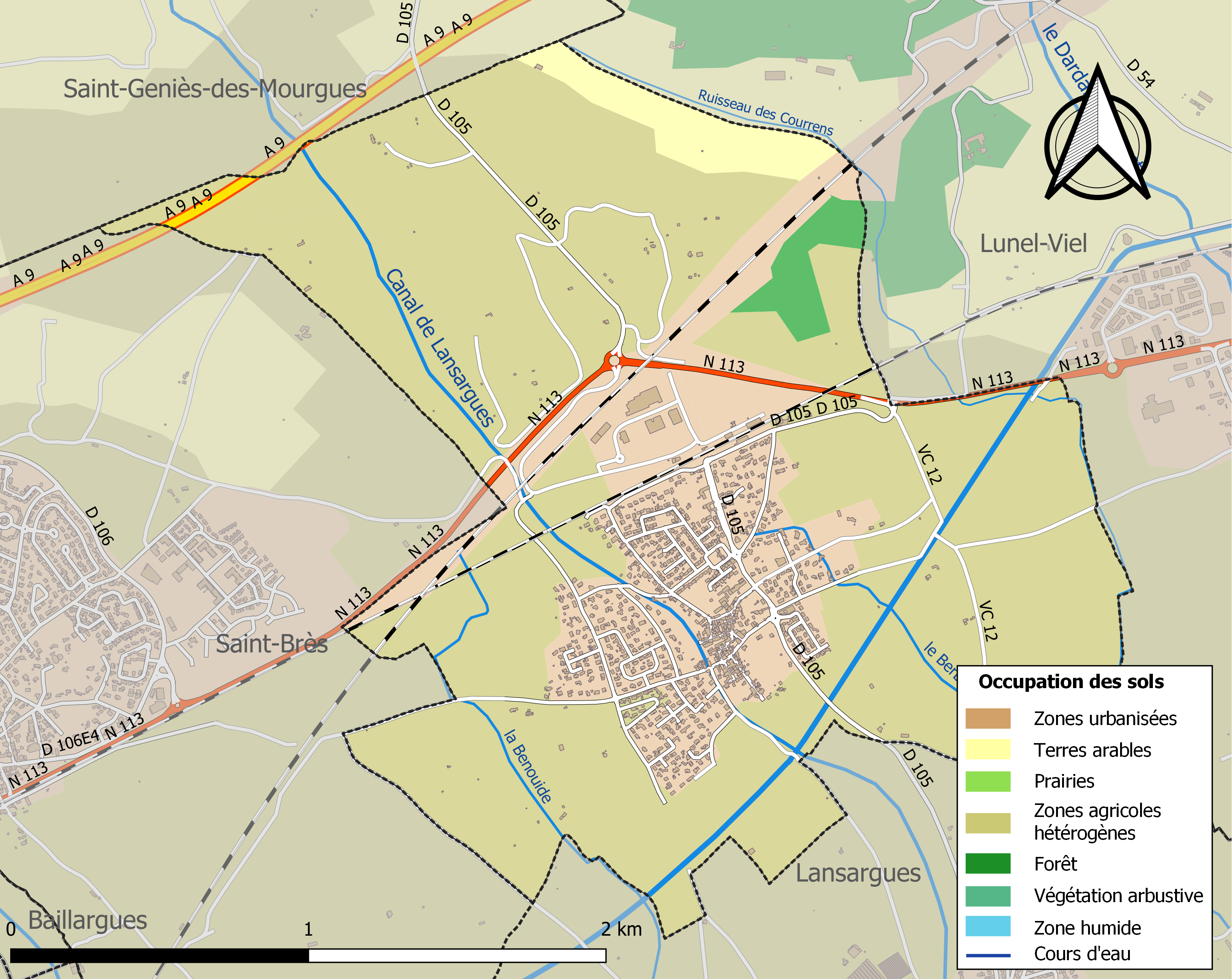
Carte des infrastructures et de l'occupation des sols de la commune en 2018 (CLC).

L'occupation des sols de la commune, telle qu'elle ressort de la base de données européenne d’occupation biophysique des sols Corine Land Cover (CLC), est marquée par l'importance des territoires agricoles (76,1 % en 2018), en diminution par rapport à 1990 (78,9 %).
La répartition détaillée en 2018 est la suivante : zones agricoles hétérogènes (73,8 %), zones urbanisées (15,8 %), zones industrielles ou commerciales et réseaux de communication (6,4 %), cultures permanentes (2,4 %), forêts (1,6 %).
L'évolution de l’occupation des sols de la commune et de ses infrastructures peut être observée sur les différentes représentations cartographiques du territoire : la carte de Cassini (XVIIIe siècle), la carte d'état-major (1820-1866) et les cartes ou photos aériennes de l'IGN pour la période actuelle (1950 à aujourd'hui).

### Habitat et logement
En 2021, le nombre total de logements dans la commune était de 909, alors qu'il était de 849 en 2016 et de 808 en 2011.
Parmi ces logements, 95,3 % étaient des résidences principales, 1,1 % des résidences secondaires et 3,6 % des logements vacants. Ces logements étaient pour 86,5 % d'entre eux des maisons individuelles et pour 12,5 % des appartements.
Le tableau ci-dessous présente la typologie des logements à Valergues en 2021 en comparaison avec celle de l'Hérault et de la France entière. Une caractéristique marquante du parc de logements est ainsi la faible proportion des résidences secondaires et logements occasionnels (1,1 %) par rapport au département (17,8 %) et à la France entière (9,7 %).
| Typologie                                               | Valergues | Hérault | France entière |
| ------------------------------------------------------- | --------- | ------- | -------------- |
| Résidences principales (en %)                           | 95,3      | 75,2    | 82,2           |
| Résidences secondaires et logements occasionnels (en %) | 1,1       | 17,8    | 9,7            |
| Logements vacants (en %)                                | 3,6       | 7       | 8,1            |

### Voies de communication et transports

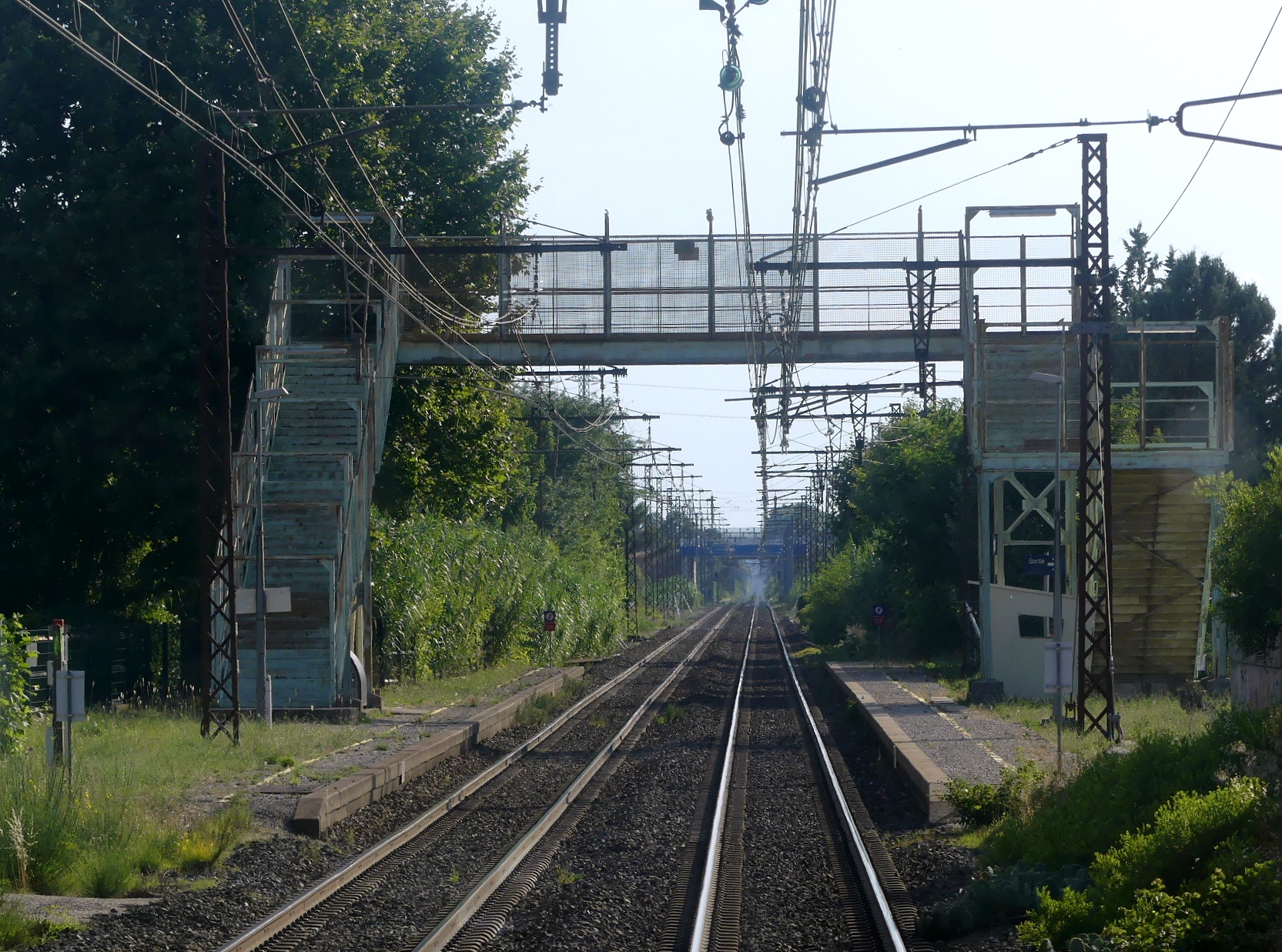
La gare.

L'autoroute A9 tangente le territoire de la commune au nord-ouest sur une courte distance.
Valergues est desservie par l'ancienne route nationale 113, qui la relie à Lunel et à Nîmes, d'une part, et à Montpellier, d'autre part.
La gare de Valergues - Lansargues, sur la ligne de Tarascon à Sète-Ville, est une halte ferroviaire desservie par des trains TER Occitanie qui effectuent des missions entre les gares de Nîmes et de Narbonne. La commune est également traversée par la Ligne à grande vitesse de contoitnement Nimes-Montpellier.

### Risques naturels et technologiques
Le territoire de la commune de Valergues est vulnérable à différents aléas naturels : météorologiques (tempête, orage, neige, grand froid, canicule ou sécheresse), inondations, feux de forêts et séisme (sismicité faible). Il est également exposé à un risque technologique,  le transport de matières dangereuses. Un site publié par le BRGM permet d'évaluer simplement et rapidement les risques d'un bien localisé soit par son adresse soit par le numéro de sa parcelle.

#### Risques naturels
La commune fait partie du territoire à risques importants d'inondation (TRI) de Montpellier-Lunel-Maugio-Palavas, regroupant 49 communes du bassin de vie de Montpellier et s'étendant sur les départements de l'Hérault et du Gard, un des 31 TRI qui ont été arrêtés fin 2012 sur le bassin Rhône-Méditerranée, retenu au regard des risques de submersions marines et de débordements du Vistre, du Vidourle, du Lez et de la Mosson. Parmi les événements significatifs antérieurs à 2019 qui ont touché le territoire, peuvent être citées les crues de septembre 2002 et de septembre 2003 (Vidourle) et les tempêtes de novembre 1982 et décembre 1997 qui ont touché le littoral. Des cartes des surfaces inondables ont été établies pour trois scénarios : fréquent (crue de temps de retour de 10 ans à 30 ans), moyen (temps de retour de 100 ans à 300 ans) et extrême (temps de retour de l'ordre de 1 000 ans, qui met en défaut tout système de protection). La commune a été reconnue en état de catastrophe naturelle au titre des dommages causés par les inondations et coulées de boue survenues en 1982, 1992, 2003, 2007 et 2014,.
Valergues est exposée au risque de feu de forêt. Un plan départemental de protection des forêts contre les incendies (PDPFCI) a été approuvé en juin 2013 et court jusqu'en 2022, où il doit être renouvelé. Les mesures individuelles de prévention contre les incendies sont précisées par deux arrêtés préfectoraux et s’appliquent dans les zones exposées aux incendies de forêt et à moins de 200 mètres de celles-ci. L’arrêté du 25 avril 2002 réglemente l'emploi du feu en interdisant notamment d’apporter du feu, de fumer et de jeter des mégots de cigarette dans les espaces sensibles et sur les voies qui les traversent sous peine de sanctions. L'arrêté du 11 mars 2013 rend le débroussaillement obligatoire, incombant au propriétaire ou ayant droit,.

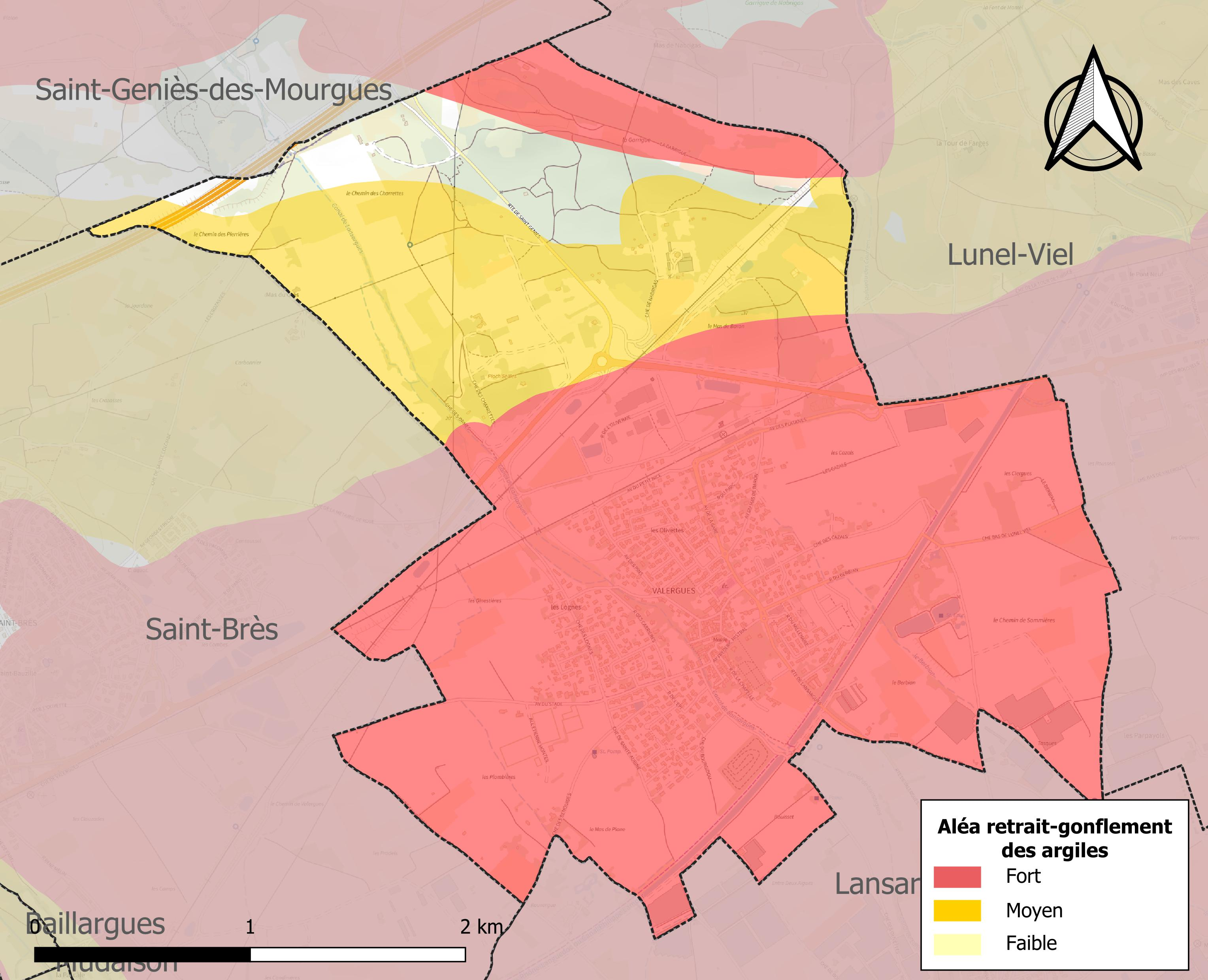
Carte des zones d'aléa retrait-gonflement des sols argileux de Valergues.

Le retrait-gonflement des sols argileux est susceptible d'engendrer des dommages importants aux bâtiments en cas d’alternance de périodes de sécheresse et de pluie. 92,4 % de la superficie communale est en aléa moyen ou fort (59,3 % au niveau départemental et 48,5 % au niveau national). Sur les 704 bâtiments dénombrés sur la commune en 2019, 701 sont en aléa moyen ou fort, soit 100 %, à comparer aux 85 % au niveau départemental et 54 % au niveau national. Une cartographie de l'exposition du territoire national au retrait gonflement des sols argileux est disponible sur le site du BRGM,.
Par ailleurs, afin de mieux appréhender le risque d’affaissement de terrain, l'inventaire national des cavités souterraines permet de localiser celles situées sur la commune.

#### Risques technologiques
Le risque de transport de matières dangereuses sur la commune est lié à sa traversée par des infrastructures routières ou ferroviaires importantes ou la présence d'une canalisation de transport d'hydrocarbures. Un accident se produisant sur de telles infrastructures est susceptible d’avoir des effets graves sur les biens, les personnes ou l'environnement, selon la nature du matériau transporté. Des dispositions d’urbanisme peuvent être préconisées en conséquence.

## Toponymie
En l'an 1099, la charte Gallia Christiana nomme l'église Sainte-Agathe par « Ecclesia sanctae agatha apud Varquas ».
La désinence « -ergue » ou « -argue » signifie : champ ou domaine, du latin « ager »,.
L'interprétation peut être « valerii ager », traduit par « le champ de Valérius » ou « ad Varanicus », en l'an 1124,. Le village porte le nom de « Valanegues » en 1254, puis « Varenicis » en 1528.
Le nom de Valergues peut venir du mot provençal « Valergo », traduit par « petit vallée ». Les évolutions temporelles de « Varenquas » puis « Varengues » et enfin « Valergues », dont ce dernier signifie : fossé, fissures produites par le dessèchement de terrains marécageux.

## Politique et administration

### Rattachements administratifs et électoraux

#### Rattachements administratifs
La commune se trouve dans l'arrondissement de Montpellier du département de l'Hérault.
Elle faisait partie de 1793 à 1954 du canton de Castries, année où elle intègre le canton de Lunel. Dans le cadre du redécoupage cantonal de 2014 en France, cette circonscription administrative territoriale a disparu, et le canton n'est plus qu'une circonscription électorale.

#### Rattachements électoraux
Pour les élections départementales, la commune fait partie depuis 2014 du canton de Mauguio.
Pour l'élection des députés, elle fait partie de la neuvième circonscription de l'Hérault.

### Intercommunalité
Valergues a adhéré dès sa création à la communauté d'agglomération du Pays de l'Or, un établissement public de coopération intercommunale (EPCI) à fiscalité propre créé en 2012 et auquel la commune a transféré un certain nombre de ses compétences, dans les conditions déterminées par le code général des collectivités territoriales.
Cet EPCI provient de la transformation de la communauté de communes du pays de l'Or, créée en 1993.

### Liste des maires
| Période       | Période                       | Identité              | Étiquette | Qualité                                                                                               |
| ------------- | ----------------------------- | --------------------- | --------- | --- |
| 1813          | 1824                          | Jean Joseph Redier    |           | |
| 1824          | 1833                          | François Crouzatier   |           | |
| 1833          | 1847                          | Antoine Pouchet       |           | |
| 1847          | 1869                          | Étienne Sauguet       |           | |
| 1869          | 1873                          | Martin Rivière        |           | |
| 1873          | 1876                          | Étienne Sauguet       |           | |
| 1876          | 1900                          | Martin Rivière        |           | |
| 1900          | 1904                          | François Feuillade    |           | |
| 1904          | 1920                          | Jean Pierre Astruc    |           | |
| 1920          | 1924                          | Édouard Cougnenc      |           | |
| 1924          | 1937                          | Louis Laporte         |           | |
| 1937          | 1944                          | Alcide Durand         |           | |
| 1944          | 1952                          | Edmond Astruc         |           | |
| 1952          | 1959                          | Fernand Cassan        |           | |
| 1959          | 1973                          | Alfred Rivière        |           | |
| 1973          | 1983                          | Élie Rauzier          | PS        | Ingénieur de la SNCF Conseiller général de Lunel (1973 → 1979) Suppléant du député Georges Frêche     |
| 1983          | 1989                          | Maurice Munsch        |           | |
| 1989          | 1995                          | Jean Rieusset         | DVD       | |
| 1995          | mars 2001                     | Daniel Rieusset       | DVD       | Vice-président de la CCPL Conseiller municipal de 2001 à 2008                                         |
| mars 2001     | janvier 2023                  | Jean-Louis Bouscarain | DVD       | Retraité de la fonction publique Vice-président de la CA du Pays de l'Or ( ? → 2023) Mort en fonction |
| janvier 2023, | En cours (au 18 juillet 2024) | Gérard Ligora         | DVD       | Ancien responsable logistique dans les travaux publics                                                |

## Population et société
Les habitants sont appelés les Valerguois ou  Valerguoises.

### Démographie
L'évolution du nombre d'habitants est connue à travers les recensements de la population effectués dans la commune depuis 1793. Pour les communes de moins de 10 000 habitants, une enquête de recensement portant sur toute la population est réalisée tous les cinq ans, les populations de référence des années intermédiaires étant quant à elles estimées par interpolation ou extrapolation. Pour la commune, le premier recensement exhaustif entrant dans le cadre du nouveau dispositif a été réalisé en 2007.

En 2022, la commune comptait 2 173 habitants, en évolution de +5,64 % par rapport à 2016 (Hérault : +7,49 %, France hors Mayotte : +2,11 %).
| 1793 | 1800 | 1806 | 1821 | 1831 | 1836 | 1841 | 1846 | 1851 |
| ---- | ---- | ---- | ---- | ---- | ---- | ---- | ---- | ---- |
| 187  | 195  | 203  | 234  | 230  | 241  | 241  | 261  | 242  |

| 1856 | 1861 | 1866 | 1872 | 1876 | 1881 | 1886 | 1891 | 1896 |
| ---- | ---- | ---- | ---- | ---- | ---- | ---- | ---- | ---- |
| 244  | 269  | 306  | 313  | 277  | 229  | 240  | 274  | 288  |

| 1901 | 1906 | 1911 | 1921 | 1926 | 1931 | 1936 | 1946 | 1954 |
| ---- | ---- | ---- | ---- | ---- | ---- | ---- | ---- | ---- |
| 284  | 326  | 312  | 353  | 350  | 361  | 346  | 317  | 311  |

| 1962 | 1968 | 1975 | 1982 | 1990 | 1999  | 2006  | 2007  | 2012  |
| ---- | ---- | ---- | ---- | ---- | ----- | ----- | ----- | ----- |
| 336  | 390  | 411  | 575  | 936  | 1 740 | 1 931 | 1 967 | 2 035 |

| 2017  | 2022  | - | - | - | - | - | - | - |
| ----- | ----- | - | - | - | - | - | - | - |
| 2 071 | 2 173 | - | - | - | - | - | - | - |

Valergues est une commune rurale qui a connu une forte hausse de la population depuis 1962.

### Sports et loisirs
- AS Valergues, club de football évoluant en première division du District de l'Hérault[Quand ?].

## Économie

### Revenus
En 2018, la commune compte 795 ménages fiscaux, regroupant 2 049 personnes. La médiane du revenu disponible par unité de consommation est de 22 980 € (20 330 € dans le département). 51 % des ménages fiscaux sont imposés (45,8 % dans le département).

### Emploi
|                | 2008   | 2013   | 2018  |
| -------------- | ------ | ------ | ----- |
| Commune        | 7,6 %  | 7,7 %  | 9,3 % |
| Département    | 10,1 % | 11,9 % | 12 %  |
| France entière | 8,3 %  | 10 %   | 10 %  |

En 2018, la population âgée de 15 à 64 ans s'élève à 1 376 personnes, parmi lesquelles on compte 77 % d'actifs (67,7 % ayant un emploi et 9,3 % de chômeurs) et 23 % d'inactifs,. Depuis 2008, le taux de chômage communal (au sens du recensement) des 15-64 ans est inférieur à celui de la France et du département.
La commune fait partie de la couronne de l'aire d'attraction de Montpellier, du fait qu'au moins 15 % des actifs travaillent dans le pôle,. Elle compte 397 emplois en 2018, contre 333 en 2013 et 262 en 2008. Le nombre d'actifs ayant un emploi résidant dans la commune est de 939, soit un indicateur de concentration d'emploi de 42,3 % et un taux d'activité parmi les 15 ans ou plus de 64,7 %.
Sur ces 939 actifs de 15 ans ou plus ayant un emploi, 192 travaillent dans la commune, soit 20 % des habitants. Pour se rendre au travail, 87,7 % des habitants utilisent un véhicule personnel ou de fonction à quatre roues, 2,8 % les transports en commun, 5 % s'y rendent en deux-roues, à vélo ou à pied et 4,6 % n'ont pas besoin de transport (travail au domicile).

### Activités hors agriculture

#### Secteurs d'activités
184 établissements sont implantés  à Valergues au 31 décembre 2019. Le tableau ci-dessous en détaille le nombre par secteur d'activité et compare les ratios avec ceux du département,.
| Secteur d'activité                                                                                        | Commune | Commune | Département |
| Secteur d'activité                                                                                        | Nombre  | %       | %           |
| --- | ------- | ------- | ----------- |
| Ensemble                                                                                                  | 184     | 100 %   | (100 %)     |
| Industrie manufacturière, industries extractives et autres                                                | 11      | 6 %     | (6,7 %)     |
| Construction                                                                                              | 39      | 21,2 %  | (14,1 %)    |
| Commerce de gros et de détail, transports, hébergement et restauration                                    | 44      | 23,9 %  | (28 %)      |
| Information et communication                                                                              | 5       | 2,7 %   | (3,3 %)     |
| Activités financières et d'assurance                                                                      | 6       | 3,3 %   | (3,2 %)     |
| Activités immobilières                                                                                    | 10      | 5,4 %   | (5,3 %)     |
| Activités spécialisées, scientifiques et techniques et activités de services administratifs et de soutien | 34      | 18,5 %  | (17,1 %)    |
| Administration publique, enseignement, santé humaine et action sociale                                    | 25      | 13,6 %  | (14,2 %)    |
| Autres activités de services                                                                              | 10      | 5,4 %   | (8,1 %)     |

Le secteur du commerce de gros et de détail, des transports, de l'hébergement et de la restauration est prépondérant sur la commune puisqu'il représente 23,9 % du nombre total d'établissements de la commune (44 sur les 184 entreprises implantées  à Valergues), contre 28 % au niveau départemental.

#### Entreprises et commerces
Les cinq entreprises ayant leur siège social sur le territoire communal qui génèrent le plus de chiffre d'affaires en 2020 sont : 
- Bel Azur, promotion immobilière de logements (1 902 k€) ;
- Énergies & Clim, travaux d'installation d'équipements thermiques et de climatisation (508 k€) ;
- Sogesia, activités des marchands de biens immobiliers (372 k€) ;
- Legras Investissement, activités des sociétés holding (308 k€) ;
- SARL Le Fournil, boulangerie et boulangerie-pâtisserie (257 k€).

### Agriculture
|               | 1988 | 2000 | 2010 | 2020 |
| ------------- | ---- | ---- | ---- | ---- |
| Exploitations | 24   | 15   | 12   | 7    |
| SAU (ha)      | 126  | 87   | 42   | 53   |

La commune est dans le « Soubergues », une petite région agricole occupant le nord-est du département de l'Hérault. En 2020, l'orientation technico-économique de l'agriculture  sur la commune est la culture de fleurs et/ou horticulture diverse. Sept exploitations agricoles ayant leur siège dans la commune sont dénombrées lors du recensement agricole de 2020 (24 en 1988). La superficie agricole utilisée est de 53 ha,,.

## Culture locale et patrimoine

### Lieux et monuments
- Église romane Sainte-Agathe Inscrit MH (1963, Extérieur de l'abside et mur méridional de la nef)[38],[39], de la fin du XIe ou du début du  XIIe siècle.
- Tour de l'horloge particulièrement élancée édifiée en 1897 selon les dessins de l'architecte Léopold Carlier ; surmontée d'un campanile en fer en forme de flèche ; hauteur totale : environ 22 mètres.

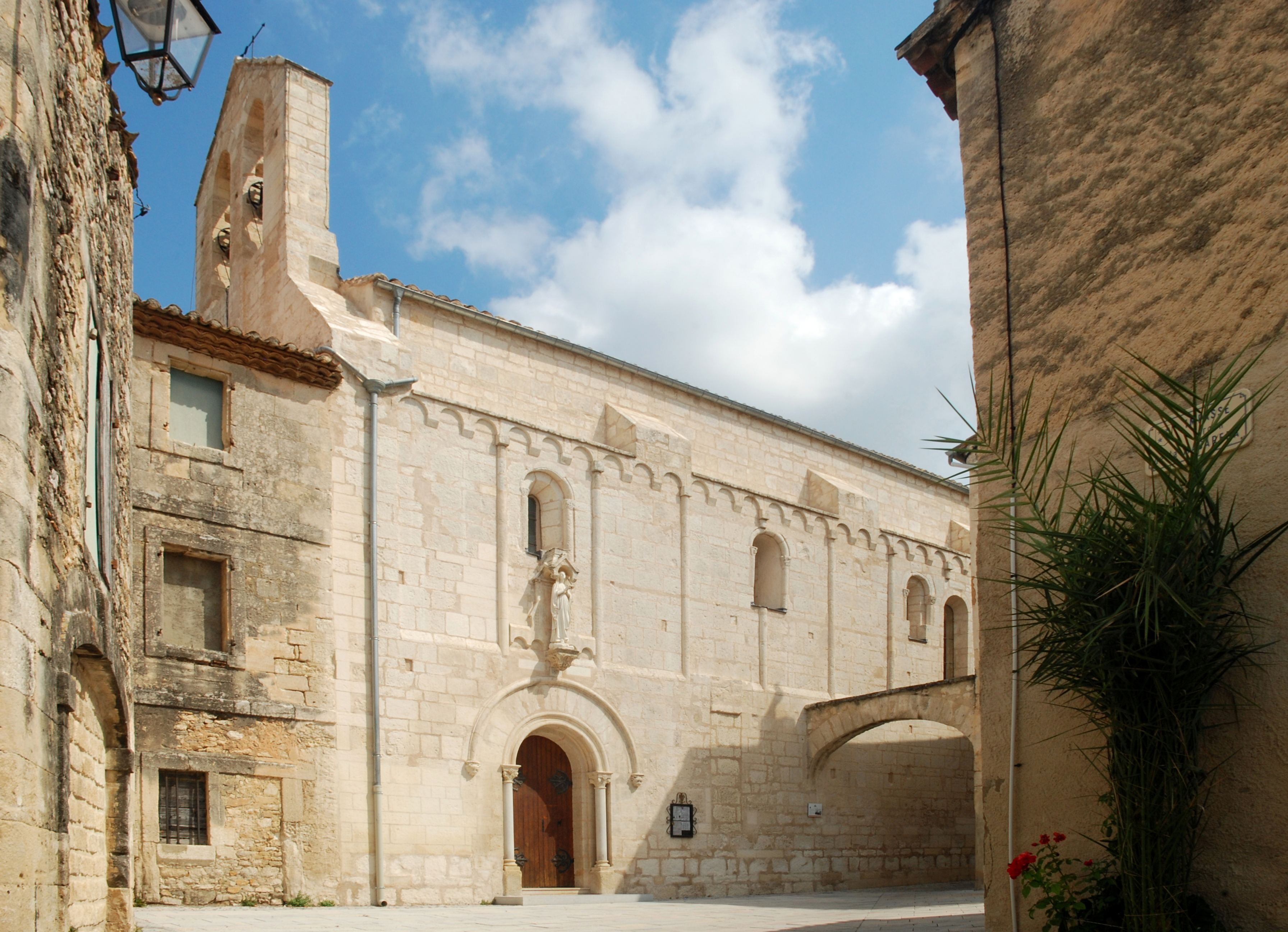
Façade de l'église Sainte-Agathe de Valergues.
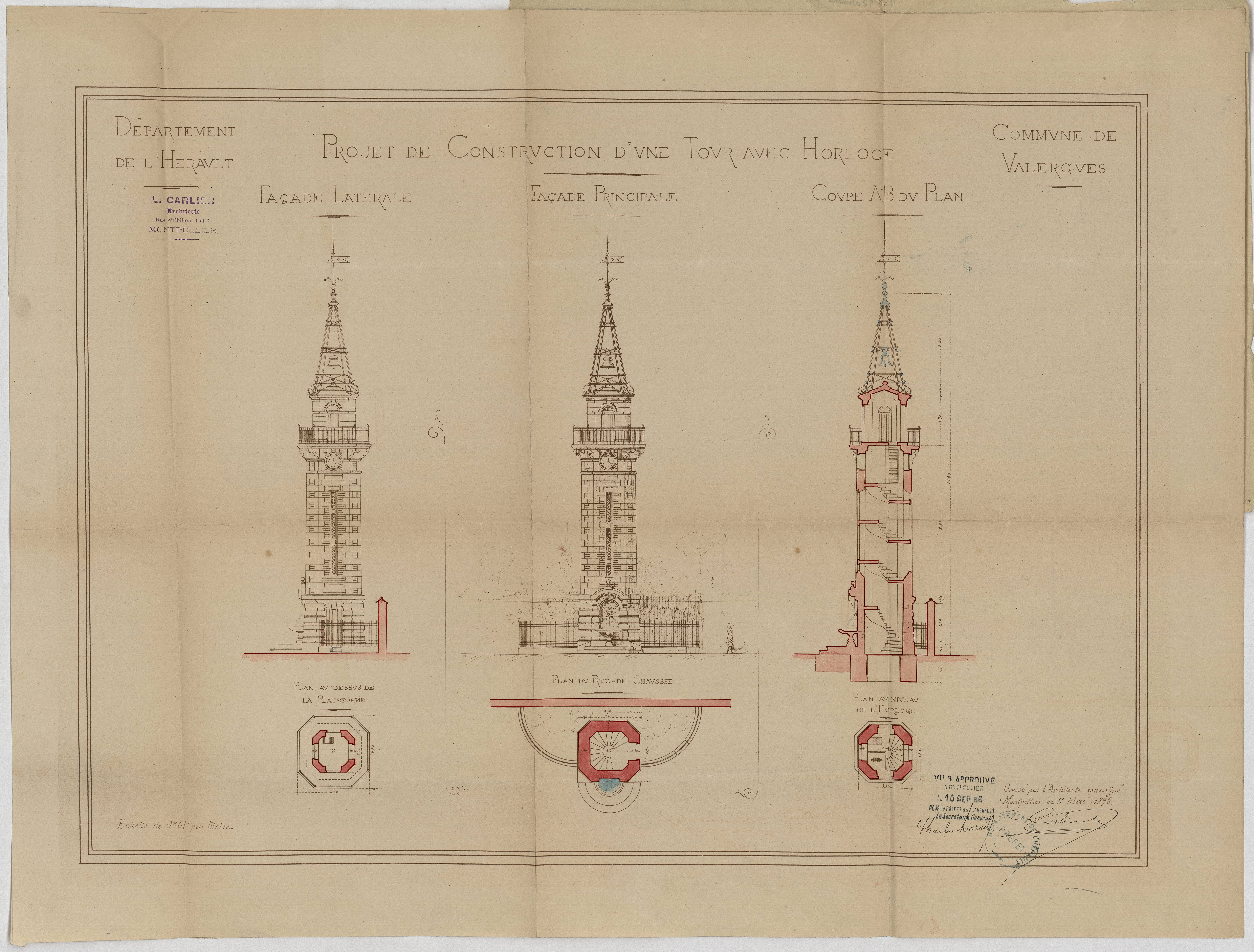
Plan du projet de construction de la tour de l'horloge en 1895.
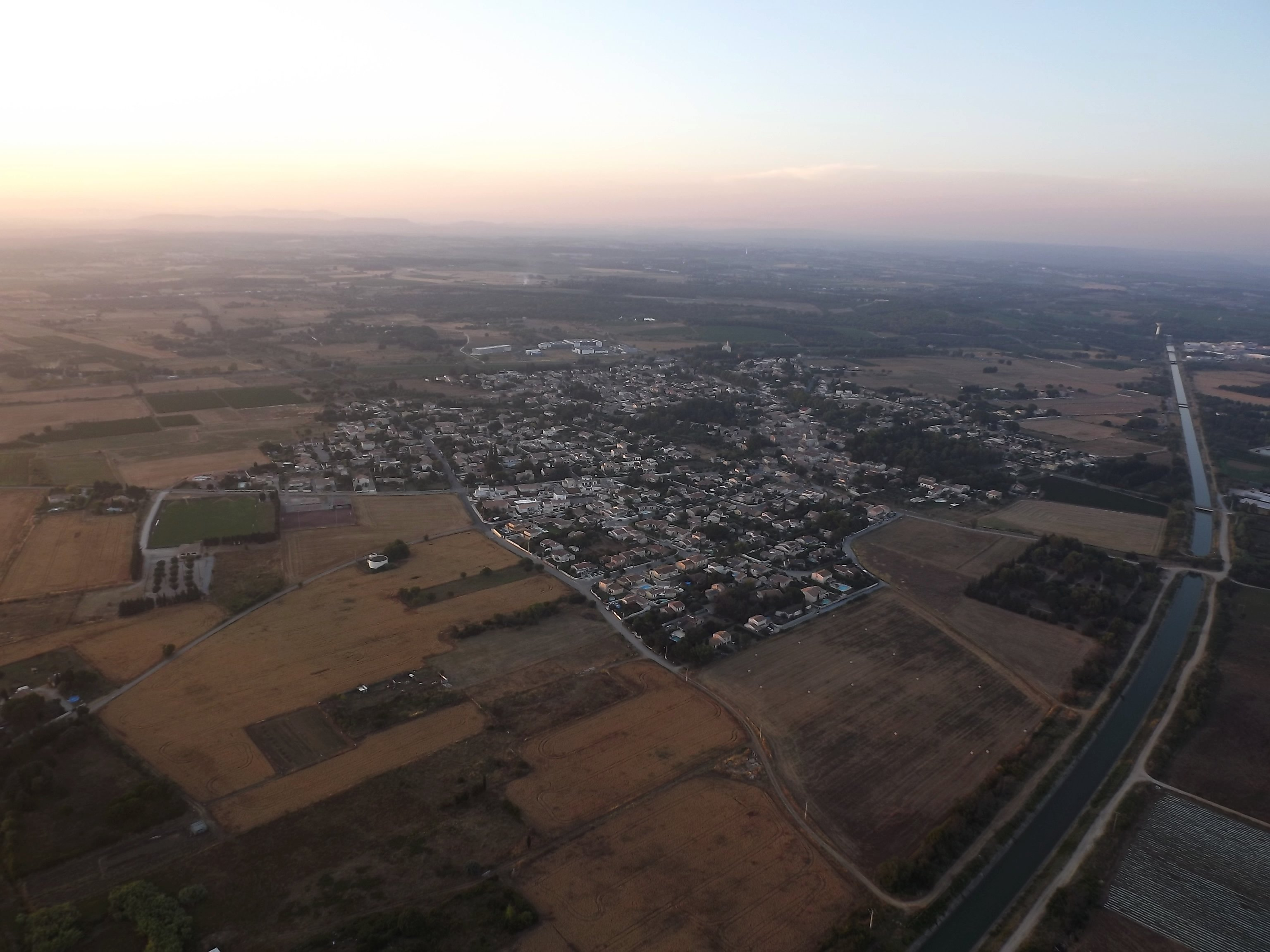
Vue aérienne de Valergues.

### Personnalités liées à la commune
- Cyprien Rome, vicaire à Valergues de 1938 à 1945.
- Les rugbymen du Montpellier RC Adrien Tomas (1988-) et Julien Tomas (1985-), ce dernier comptant une sélection en équipe de France. Les deux frères ont passé la majeure partie de leur enfance à Valergues[40].

### Héraldique
| Blason de Valergues | Blason  | D'azur à cinq étoiles d'or posées en sautoir.    |
| Blason de Valergues | Détails | Le statut officiel du blason reste à déterminer. |

## Pour approfondir

### Fonds d'archives
- Série : Délibérations du conseil municipal (1809-1841, 1951-1984) [3 registres]. Fonds : Archives communales de Valergues; Cote : 157 PUB, 166 PUB. Montpellier : Archives départementales de l'Hérault (lire en ligne).